# Anatole Litvak
Anatole Litvak (Анатоль Літвак; Kiev, 10 maggio 1902 – Neuilly-sur-Seine, 15 dicembre 1974) è stato un regista, sceneggiatore e produttore cinematografico ucraino naturalizzato statunitense.

## Biografia
Nacque a Kiev da una famiglia ebraica di origine lituana. Fin da giovane iniziò a calcare le scene e a lavorare nell'industria cinematografica russa ma poi, non condividendo in pieno l'ideologia sovietica, decise di emigrare in Germania dove diresse i suoi primi due film, ossia Mai più l'amore (1931) e Questa notte o mai più (1932). Con l'avvento del nazismo decise di trasferirsi in Francia, dove ebbe un notevole successo con alcuni film di pregevole fattura, fra cui L'equipaggio (1935). Parigi divenne il suo set ideale e molti dei suoi film sono ambientati nella capitale francese. 
Ma fu grazie al film Mayerling (1936), interpretato da Charles Boyer e Danielle Darrieux, che riscosse un notevole successo in tutto il mondo, che il regista venne conteso dalle principali case cinematografiche. Accettò la proposta della Warner Bros. e nel 1937 si trasferì a Hollywood, dove raggiunse la piena maturità espressiva.
Durante la guerra sostenne lo sforzo bellico americano, realizzando pellicole di propaganda come la serie di documentari Why We Fight; poi si arruolò, ottenendo riconoscimenti ufficiali non solo dagli Stati Uniti, ma anche da Francia e Gran Bretagna. 
Dopo la guerra ritornò a Hollywood realizzando Il terrore corre sul filo (1948), offrendo probabilmente a Barbara Stanwyck il suo miglior ruolo. Nel 1948 ottenne una candidatura come miglior regista per il film La fossa dei serpenti, con Olivia de Havilland, e nel 1951 una per il miglior film con I dannati.
Dalla metà degli anni cinquanta ritornò a girare in Europa: grazie a lui l'attrice svedese Ingrid Bergman, che diresse nel film Anastasia (1956), riuscì a riconquistare pubblico e critica dopo anni di ostracismo.
L'anno successivo diresse Audrey Hepburn nella versione di Mayerling per la televisione americana.

## Filmografia

### Regista
- Dolly macht Karriere (1930)

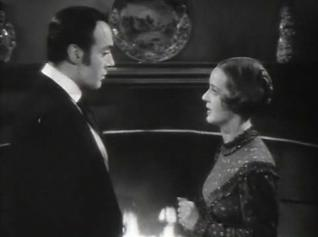
Paradiso proibito (1940)

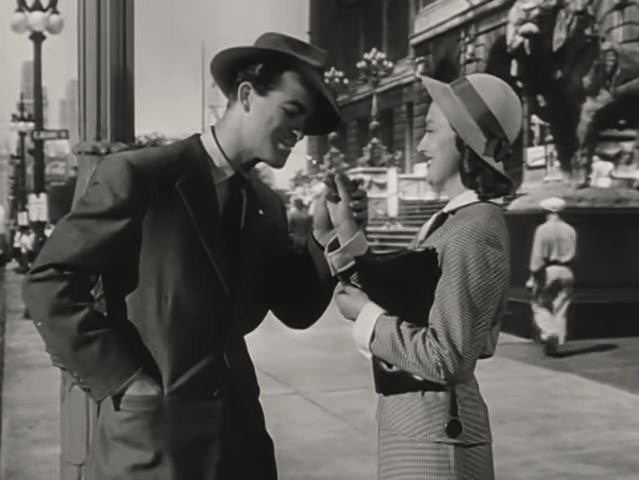
La fossa dei serpenti (1948)

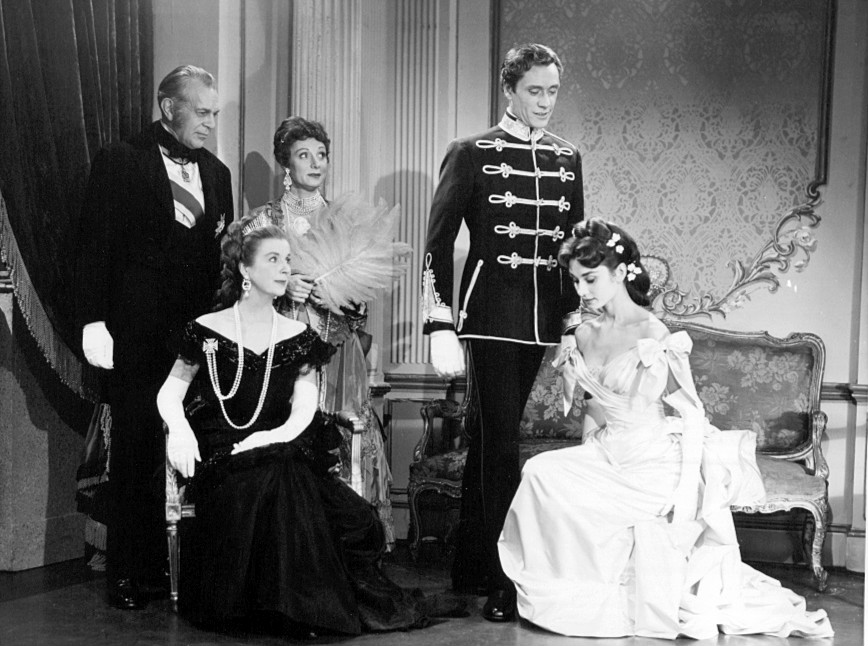
Mayerling (1957)

- Mai più l'amore (Nie wieder Liebe!) (1931)
- Calais-Douvres (1931)[2]
- Cœur de lilas (1932)
- Questa notte o mai più (Das Lied einer Nacht) (1932)
- Tell Me Tonight (1932)
- La Chanson d'une nuit (1933)[3]
- Sleeping Car (1933)
- L'uomo senza tramonto (Cette vieille canaille) (1933)
- L'equipaggio (L'équipage) (1935)
- Mayerling (1936)
- Adorazione (The Woman I Love) (1937)
- Tovarich (1937)
- Il sapore del delitto (The Amazing Dr. Clitterhouse) (1938)
- Io ti aspetterò (The Sisters) (1938)
- Confessioni di una spia nazista (Confessions of a Nazi Spy) (1939)
- Il castello sull'Hudson (Castle on the Hudson) (1940)
- Paradiso proibito (All This, and Heaven Too) (1940)
- La città del peccato (City for Conquest) (1940)
- Fuori dalla nebbia (Out of the Fog) (1941)
- Blues in the Night (1941)
- Sono un disertore (This Above All) (1942)
- Preludio alla guerra (Prelude to War) (1943) – Documentario, non accreditato[4]
- La battaglia di Russia (The Battle of Russia) (1943) – Documentario, non accreditato[4]
- L'attacco nazista (The Nazis Strike) (1943) – Documentario, non accreditato[4]
- Dividi e conquista (Divide and Conquer) (1943) – Documentario, non accreditato[4]
- La battaglia della Cina (The Battle of China) (1944) – Documentario, non accreditato[4]
- La guerra arriva in America (War Comes to America) (1945) – Documentario, non accreditato[4]
- La disperata notte (The Long Night) (1947)
- Il terrore corre sul filo (Sorry, Wrong Number) (1948)
- La fossa dei serpenti (The Snake Pit) (1948)
- I dannati (Decision Before Dawn) (1951)
- Atto d'amore (Un acte d'amour) (1953)
- Profondo come il mare (The Deep Blue Sea) (1955)
- Anastasia (1956)
- Mayerling (1957) – Episodio della serie televisiva Producers' Showcase[5]
- Il viaggio (The Journey) (1959)
- Le piace Brahms? (Goodbye Again) (1961)
- Il coltello nella piaga (Le Couteau dans la plaie) (1962)
- La notte dei generali (The Night of the Generals) (1967)
- La signora dell'auto con gli occhiali e un fucile (The Lady in the Car with Glasses and a Gun) (1970)

### Produttore
- Tovarich, regia di Anatole Litvak (1937)
- Il sapore del delitto (The Amazing Dr. Clitterhouse), regia di Anatole Litvak (1938)
- Io ti aspetterò, regia di Anatole Litvak (The Sisters) (1938)
- Il castello sull'Hudson (Castle on the Hudson), regia di Anatole Litvak (1940) – Non accreditato
- Paradiso proibito (All This, and Heaven Too), regia di Anatole Litvak (1940) – Non accreditato
- La città del peccato (City for Conquest), regia di Anatole Litvak (1940)
- La battaglia della Cina (The Battle of China), regia di Anatole Litvak e Frank Capra (1944) – Documentario, non accreditato
- La disperata notte (The Long Night), regia di Anatole Litvak (1947)[6]
- Il terrore corre sul filo (Sorry, Wrong Number), regia di Anatole Litvak (1948)[7]
- La fossa dei serpenti (The Snake Pit), regia di Anatole Litvak (1948)[8]
- I dannati (Decision Before Dawn), regia di Anatole Litvak (1951)[9]
- Atto d'amore (Un acte d'amour), regia di Anatole Litvak (1953)
- Profondo come il mare (The Deep Blue Sea), regia di Anatole Litvak (1955)
- Mayerling (1957) – Episodio della serie televisiva Producers' Showcase
- Il viaggio (The Journey), regia di Anatole Litvak (1959)
- Le piace Brahms? (Goodbye Again), regia di Anatole Litvak (1961)
- Il coltello nella piaga (Le Couteau dans la plaie), regia di Anatole Litvak (1962)
- Alle 10:30 di una sera d'estate (10:30 P.M. Summer), regia di Jules Dassin (1966)[10]
- La notte dei generali (The Night of the Generals), regia di Anatole Litvak (1967)[11]
- La signora dell'auto con gli occhiali e un fucile (The Lady in the Car with Glasses and a Gun), regia di Anatole Litvak (1970)[12]

### Sceneggiatore
- Mai più l'amore (Nie wieder Liebe!), regia di Anatole Litvak (1931)[13]
- Calais-Douvres, regia di Anatole Litvak e Jean Boyer (1931)[14]
- Cœur de lilas, regia di Anatole Litvak (1932)[15]
- Sleeping Car, regia di Anatole Litvak (1933)[16]
- L'uomo senza tramonto (Cette vieille canaille), regia di Anatole Litvak (1933)[17]
- L'equipaggio (L'équipage), regia di Anatole Litvak (1935)[18]
- La battaglia di Russia (The Battle of Russia), regia di Anatole Litvak e Frank Capra (1943) – Documentario, non accreditato
- La guerra arriva in America (War Comes to America), regia di Anatole Litvak e Frank Capra (1945) – Documentario
- Duello all'alba (Meet Me at Dawn), regia di Thornton Freeland (1947) - Autore del soggetto
- La signora dell'auto con gli occhiali e un fucile (The Lady in the Car with Glasses and a Gun), regia di Anatole Litvak (1970)[19]

## Riconoscimenti
- Premio Oscar
  - 1949 – Candidatura al miglior regista per La fossa dei serpenti
  - 1952 – Candidatura al miglior film per I dannati
- Festival di Cannes
  - 1961 – Candidatura alla Palma d'oro per Le piace Brahms?
- Mostra internazionale d'arte cinematografica di Venezia
  - 1932 – Candidatura al premio del pubblico per Questa notte o mai più
  - 1936 – Candidatura alla Coppa Mussolini per il miglior film straniero per Mayerling
  - 1949 – Premio internazionale per La fossa dei serpenti
  - 1949 – Candidatura al Leone d'oro per La fossa dei serpenti
  - 1955 – Candidatura al Leone d'oro per Profondo come il mare
- Directors Guild of America Award
  - 1949 – Candidatura al miglior regista cinematografico per La fossa dei serpenti
  - 1952 – Candidatura al miglior regista cinematografico per I dannati
- Premio Bodil
  - 1950 – Miglior film statunitense per La fossa dei serpenti
- Laurel Awards
  - 1958 – Candidatura al miglior regista/produttore
  - 1959 – Candidatura al miglior regista/produttore
- Festival internazionale del cinema di Mar del Plata
  - 1959 – Candidatura al miglior film internazionale per Il viaggio